# Loreto Achaerandio
Loreto Achaerandio Sánchez-Marín (Madrid, 13 de septiembre de 1991) es una ex gimnasta rítmica española que fue 4ª en los Juegos Olímpicos de Londres 2012 con el conjunto español. Posee además varias medallas en pruebas de la Copa del Mundo y otras competiciones internacionales. Tras estos logros el conjunto empezó a ser conocido como el Equipaso. En 2006 fue también campeona de España en categoría júnior de honor. 

## Biografía deportiva

### Inicios
Empezó a practicar gimnasia rítmica a los 6 años en el Colegio Virgen de Europa. Posteriormente ingresó en el Club Majadahonda en categoría base para después entrar al Club Gimnasia Rítmica Móstoles, donde compitió a nivel nacional con 9 años de edad.

### Etapa en la selección nacional

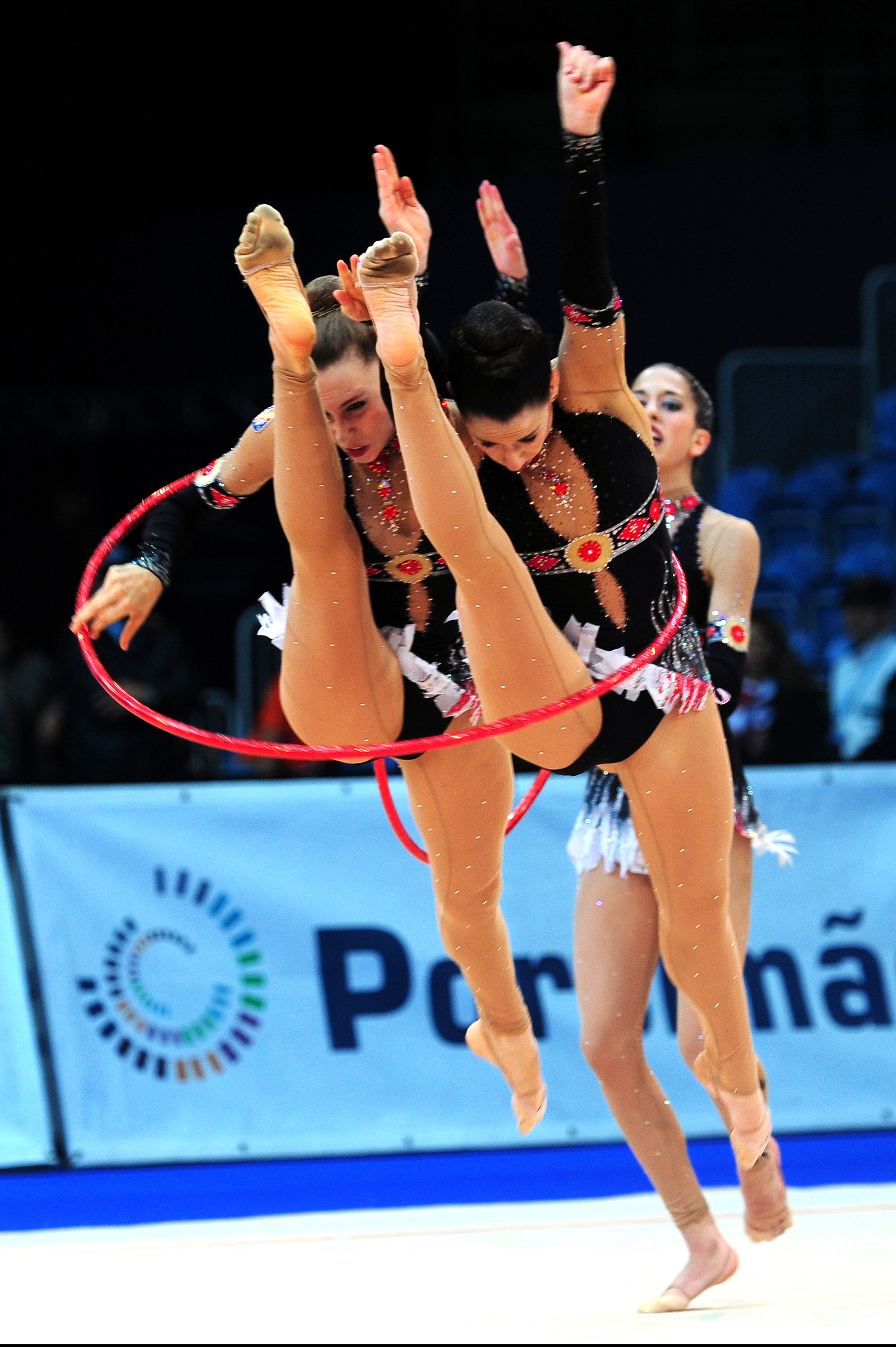
Loreto (saltando, a la derecha) en la Copa del Mundo de Portimão (2009).

En octubre de 2004 es escogida para formar parte del conjunto júnior de la selección española, entrenado por Noelia Fernández y concentrado en el Centro de Alto Rendimiento de Madrid. En 2005, siendo parte del conjunto júnior logró la 2ª posición en la general y la 3ª en la final de 5 pelotas en el Torneo Internacional de Portimão (su debut con el equipo), la 5ª posición en el Torneo Internacional de Nizhni Nóvgorod, y el 4º puesto en el Campeonato Europeo de Moscú. En la temporada 2006 pasó a formar parte de la selección júnior individual, consiguiendo el título de campeona de España en la categoría júnior de honor durante el Campeonato de España celebrado en León. En 2007 pasó a ser gimnasta de la selección sénior individual. Ese año participó en su primer Campeonato del Mundo, el Campeonato Mundial de Gimnasia Rítmica de 2007 celebrado en Patras, quedando en el puesto 117.º realizando solo dos ejercicios de los cuatro, y en el 15º puesto por equipos junto a Almudena Cid, Carolina Rodríguez y Nuria Artigues. En 2008 seguiría formando parte de la selección individual, pasando a ser la segunda gimnasta del equipo tras Almudena Cid. En junio de ese año fue bronce en la categoría de honor en el Campeonato de España de Ponferrada, siendo superada por Almudena Cid (oro) y Nuria Artigues (plata).

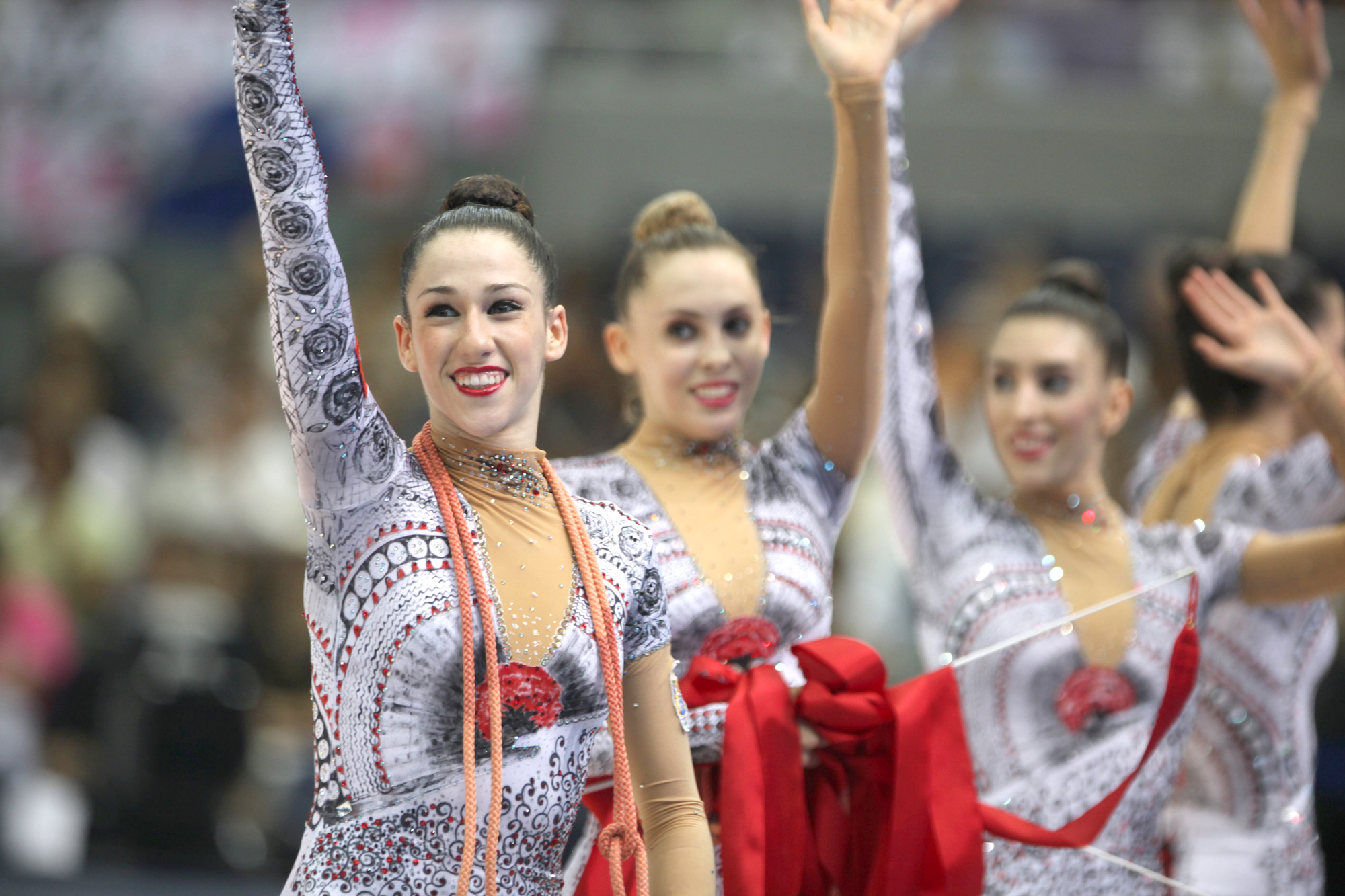
Loreto (izquierda) con el conjunto en el Campeonato Mundial de Mie (2009).

En 2009, por petición propia, pasó a formar parte del conjunto sénior titular, entonces entrenado desde octubre por la seleccionadora Efrossina Angelova junto a Sara Bayón (que tras dejar el equipo en mayo de 2009 sería sustituida por Noelia Fernández). Para este año el conjunto se renovó casi por completo, permaneciendo, de las gimnastas que habían estado en Pekín 2008, únicamente Ana María Pelaz. Algunas gimnastas como Bet Salom decidieron abandonar la selección debido a la decisión de Angelova de aumentar el número de horas de entrenamientos, lo que los hacía incompatibles con sus estudios. Este año Loreto fue gimnasta titular en los dos ejercicios de la temporada. En abril de 2009 el conjunto logró dos medallas de plata (en el concurso general y en 3 cintas y 2 cuerdas) en la prueba de la Copa del Mundo celebrada en Portimão (Portugal), además del 6º puesto en 5 aros. En septiembre, en el Campeonato Mundial de Mie, el conjunto obtuvo el 6º puesto tanto en el concurso general como en la final de 5 aros, y el 7º en 3 cintas y 2 cuerdas. El conjunto titular lo formaron ese año Loreto, Sandra Aguilar, Ana María Pelaz (capitana), Alejandra Quereda y Lidia Redondo, además de Nuria Artigues y Sara Garvín como suplentes al principio y al final de la temporada respectivamente.
Para 2010 Loreto volvería a ser gimnasta titular en los dos ejercicios de la temporada. En abril tuvo lugar el Campeonato Europeo de Bremen, donde el combinado español logró la 5ª plaza en el concurso general, la 6ª en 3 cintas y 2 cuerdas, y la 8ª en 5 aros. En septiembre disputaron el Campeonato Mundial de Moscú, obteniendo la 15.ª plaza en el concurso general y la 8ª en la final de 3 cintas y 2 cuerdas. El conjunto para esa competición lo integraron Loreto, Sandra Aguilar, Miriam Belando (que no había estado en Bremen), Elena López, Alejandra Quereda y Lidia Redondo, además de Yanira Rodríguez como suplente. En noviembre, Loreto se operó de una lesión en el pie izquierdo, concretamente en el retináculo del tendón peroneo, la cual llevaba arrastrando desde antes del Mundial.
En enero de 2011 Anna Baranova regresó como seleccionadora nacional, con Sara Bayón como entrenadora del conjunto junto a la propia Anna. En esos momentos el equipo llevaba tres meses de retraso respecto a los demás, el intervalo de tiempo entre la destitución de Efrossina Angelova (que interpuso una demanda a la Federación por despido improcedente) y la contratación de Anna Baranova, llegando algunas gimnastas a regresar a sus clubes de origen durante este periodo, aunque varias siguieron trabajando a nivel corporal y técnica de aparato con Noelia Fernández a la espera de una nueva seleccionadora. Con la vuelta de Anna y Sara, se realizaron nuevos montajes de los dos ejercicios con el objetivo de clasificarse en el Mundial de ese año para los Juegos Olímpicos de Londres 2012. El nuevo montaje de 5 pelotas tenía como música «Red Violin» de Ikuko Kawai (un tema basado en el adagio del Concierto de Aranjuez), mientras que el de 3 cintas y 2 aros usaba Malagueña de Ernesto Lecuona en las versiones de Stanley Black And His Orchestra y de Plácido Domingo. Este año Loreto sería titular únicamente en el ejercicio de 5 pelotas, mientras que en el de 3 cintas y 2 aros saldría Elena en su lugar. Durante esa temporada, el conjunto se consiguió clasificar para diversas finales en pruebas de la Copa del Mundo, además de hacerse con las 3 medallas de oro en juego tanto en el US Classics Competition en Orlando como en el II Meeting en Vitória (Brasil). En el Campeonato Mundial de Montpellier (Francia) no pudieron clasificarse directamente para los Juegos Olímpicos, ya que obtuvieron la 12.ª posición y una plaza para el Preolímpico tras fallar en el ejercicio de cintas y aros al hacerse un nudo en una cinta tras el choque en el aire de dos de ellas. Además lograron la 6ª plaza en la final de 5 pelotas. Tras el Campeonato del Mundo de Montpellier siguieron sus entrenamientos con el objetivo de poder clasificarse finalmente para los Juegos en la cita preolímpica. En noviembre participaron en el Euskalgym y en diciembre, en el I Torneo Internacional Ciudad de Zaragoza, consiguieron la medalla de plata tras las rusas. El conjunto titular ese año estuvo formado por Loreto, Sandra Aguilar, Elena López, Lourdes Mohedano, Alejandra Quereda (capitana) y Lidia Redondo.

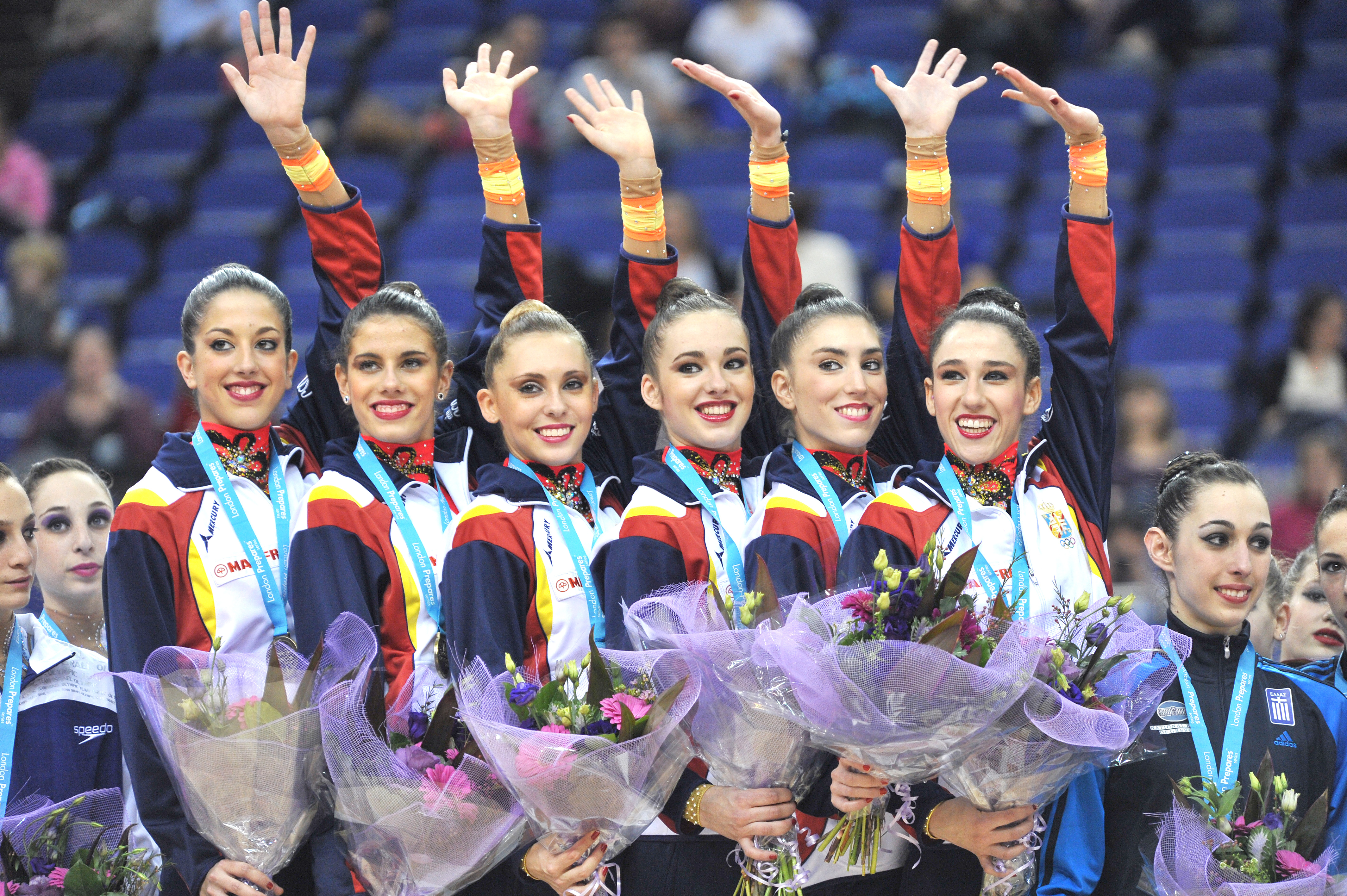
Loreto (primera por la derecha) y el resto del equipo con la medalla de oro en el podio del Preolímpico de Londres (2012).

Para 2012, Loreto seguiría siendo titular únicamente en el ejercicio de 5 pelotas. En enero el conjunto español de gimnasia rítmica logró el oro en el torneo Preolímpico de Londres 2012, asegurando su participación en los Juegos Olímpicos de Londres 2012. En mayo, el conjunto español obtuvo la medalla de bronce en la clasificación general de la prueba de la Copa del Mundo celebrada en Sofía (Bulgaria) y la medalla de oro en la final del ejercicio mixto de cintas y aros. En julio de 2012 el conjunto consiguió la medalla de bronce en la clasificación general de la prueba de la Copa del Mundo celebrada en Minsk.
Posteriormente, Loreto acudió con el equipo a los Juegos Olímpicos de Londres 2012, su primera y única experiencia olímpica. En la fase de clasificación, el conjunto español, compuesto por Loreto, Sandra Aguilar, Elena López, Lourdes Mohedano, Alejandra Quereda (capitana) y Lidia Redondo, sumó 54,550 puntos (27,150 en 5 pelotas y 27,400 en 3 cintas y 2 aros), lo que les colocó quintas en la clasificación general y las metió en la final. En la final olímpica celebrada en el Wembley Arena, el conjunto español realizó un primer ejercicio de 5 pelotas en el que obtuvieron una puntuación de 27,400 puntos, colocándose en 5ª posición y mejorando en 250 centésimas con respecto a su puntuación obtenida el día de la clasificación. En el ejercicio de 3 cintas y 2 aros obtuvieron una puntuación de 27,550 puntos. España reclamó la nota de dificultad del ejercicio, que fue de 9,200, aunque la reclamación fue rechazada por la Federación Internacional de Gimnasia (FIG). Tras finalizar los dos ejercicios, España acumuló un total de 54,950 puntos, lo que le sirvió para acabar la competición en 4ª posición y obtener el diploma olímpico.
Tras los Juegos, el 5 de octubre, fue operada por segunda vez de la lesión que llevaba arrastrando en el pie. En 2013, el conjunto estrenó los dos nuevos ejercicios para la temporada: el de 10 mazas y el de 3 pelotas y 2 cintas. El primero empleaba como música «A ciegas» de Miguel Poveda, y el segundo los temas «Still», «Big Palooka» y «Jive and Jump» de The Jive Aces. Las nuevas componentes del equipo este año fueron Artemi Gavezou y Marina Fernández (que se retiraría en agosto de 2013). Durante 2013, Loreto no participó como titular en ninguna competición del conjunto español, por lo que no estuvo en el Campeonato Mundial de Kiev ni en ninguna de las pruebas de la Copa del Mundo disputadas ese año, aunque sí permanecería en la concentración nacional y viajaría de suplente a algunas competiciones como el Grand Prix de Thiais (donde el conjunto fue bronce en la general, plata en la final de 10 mazas y 4º en la de 3 pelotas y 2 cintas) o a exhibiciones como las de Corbeil, en las que generalmente participaría en un baile de gala junto al resto del equipo. Tras proclamarse campeonas del mundo en septiembre, las gimnastas del conjunto español realizaron una gira donde participaron en varias exhibiciones. Loreto actuaría en un baile de gala junto a sus compañeras en algunas de ellas, concretamente en el Arnold Classic Europe en Madrid, la Gala Solidaria a favor del Proyecto Hombre en Burgos, el Euskalgym en Bilbao, en Conil de la Frontera, y en Vitoria para la Gala de Navidad de la Federación Alavesa de Gimnasia. En estas dos últimas pudo también actuar con el conjunto en el ejercicio de 10 mazas debido a la operación de menisco de Elena López en noviembre. Además, realizaron un calendario cuyo fin era recaudar dinero para costear las próximas competiciones.

### Retirada de la gimnasia
El 24 de marzo de 2014 se anunció su retirada junto a la de Lidia Redondo. Respecto a su retirada, manifestó: «El último año la gimnasia no me dió tantos beneficios, y [...] la carrera de Medicina me llamaba cada vez más [...] no me veía aguantando hasta los Juegos Olímpicos de Río 2016». En la actualidad estudia Medicina en la Universidad Complutense de Madrid, carrera que compaginó con sus entrenamientos mientras estaba en activo.

## Equipamientos
| Período     | Proveedor    |
| ----------- | ------------ |
| 2009 - 2011 | Tanitex      |
| 2013        | Gibon Esport |

| Período      | Proveedor        |
| ------------ | ---------------- |
| 2008 - 2014  | Dvillena Esport  |
| 2010 - 2012  | Mercury          |
| 2012 - 2013  | Gibon Esport     |
| 2012 (JJ.OO) | Bosco di Ciliegi |
| 2013 - 2014  | Joma             |

| Período     | Proveedor       |
| ----------- | --------------- |
| 2008 - 2014 | Dvillena Esport |

## Música de los ejercicios
| Año         | Aparatos                               | Música |
| ----------- | -------------------------------------- | --- |
| 2006        | Cinta (Individual júnior)              | «Na Poberezh'e» de Didula. |
| 2006        | Cinta (Individual júnior)              | «Tango de los exiliados» de Vanessa Mae. |
| 2006        | Cuerda (Individual júnior)             | «Marching Band Medley», tema de Morris Brown College Drumline y A&T Drumline «The Senate», perteneciente a la banda sonora de Drumline.                                                     |
| 2007        | Aro                                    | «Moroccan Roll» de Vanessa Mae. |
| 2007 - 2008 | Cinta                                  | «Ulichnie Strasti» de Didula. |
| 2007 - 2008 | Mazas                                  | «Vida loca» de Francisco Céspedes. |
| 2007 - 2008 | Cuerda                                 | «Knock on Wood» de Safri Duo y Clark Anderson. |
| 2008        | Aro                                    | «Le dedican una rumba», de la banda sonora del espectáculo de danza Pinocchio, compuesta por Roque Baños e interpretada por la Orquesta Sinfónica Ciudad de Praga.                          |
| 2009 - 2010 | 5 aros                                 | «Nothing Else Matters» y «Path», de Apocalyptica. |
| 2009 - 2010 | 3 cintas y 2 cuerdas                   | «El Hada Azul» y «Lucha con el monstruo marino», de la banda sonora del espectáculo de danza Pinocchio, compuesta por Roque Baños e interpretada por la Orquesta Sinfónica Ciudad de Praga. |
| 2011 - 2012 | 5 pelotas                              | «Red Violin» de Ikuko Kawai (un tema basado en el adagio del Concierto de Aranjuez) |
| 2011 - 2012 | 3 cintas y 2 aros                      | Malagueña de Ernesto Lecuona en las versiones de Stanley Black And His Orchestra y de Plácido Domingo.                                                                                      |
| 2012 - 2013 | Ejercicio de exhibición (Manos libres) | «Gravity» de Sara Bareilles. |
| 2013 - 2014 | 10 mazas                               | «A ciegas» de Miguel Poveda. |
| 2013        | 3 pelotas y 2 cintas                   | «Still», «Big Palooka» y «Jive and Jump», de The Jive Aces. |
| 2013 - 2014 | Ejercicio de exhibición (Manos libres) | «Untouched» de The Veronicas. |

## Palmarés deportivo

### Selección española
| 2005 - Torneo Internacional de Portimão Plata en concurso general Bronce en 5 pelotas - Torneo Internacional de Nizhni Nóvgorod 5º puesto en final (5 pelotas) - Campeonato de Europa de Moscú 4º puesto en calificación 4º puesto en final (5 pelotas) 2006 - Torneo Internacional de Prato 10º puesto en concurso general - Torneo Internacional júnior anexo a la Copa del Mundo en Portimão 6ª puesto por equipos 2007 - Prueba de la Copa del Mundo en Kiev / Deriugina Cup 61.er puesto en concurso general - Prueba de la Copa del Mundo en Corbeil 59.º puesto en concurso general - Campeonato del Mundo de Patras 15º puesto por equipos 117.º puesto en concurso general 2008 - Grand Prix de Thiais 16º puesto en concurso general - Grand Prix de Marbella Desconocido 9º puesto en cinta 2009 - Grand Prix de Thiais Plata en concurso general Plata en 5 aros Plata en 3 cintas y 2 cuerdas - Prueba de la Copa del Mundo en Portimão Plata en concurso general 6º puesto en 5 aros Plata en 3 cintas y 2 cuerdas - Torneo Premundial de Chieti Plata en 5 aros Plata en 3 cintas y 2 cuerdas - Prueba de la Copa del Mundo en Minsk 6º puesto en concurso general 4º puesto en 5 aros 4º puesto en 3 cintas y 2 cuerdas - Campeonato del Mundo de Mie 6º puesto en concurso general 6º puesto en 5 aros 7º puesto en 3 cintas y 2 cuerdas 2010 - Grand Prix de Thiais Bronce en concurso general 4º puesto en 5 aros Plata en 3 cintas y 2 cuerdas - Campeonato de Europa de Bremen 5º puesto en concurso general 8º puesto en 5 aros 6º puesto en 3 cintas y 2 cuerdas - Campeonato del Mundo de Moscú 15º puesto en concurso general 8º puesto en 3 cintas y 2 cuerdas | 2011 - Prueba de la Copa del Mundo en Portimão 7º puesto en concurso general 7º puesto en 5 pelotas 7º puesto en 3 cintas y 2 aros - US Classics Competition en Orlando Oro en concurso general Oro en 5 pelotas Oro en 3 cintas y 2 aros - II Meeting en Vitória (Brasil) Oro en concurso general Oro en 5 pelotas Oro en 3 cintas y 2 aros - Prueba de la Copa del Mundo en Tel Aviv 11º puesto en concurso general - Campeonato del Mundo de Montpellier 12º puesto en concurso general 6º puesto en 5 pelotas - Torneo Internacional Ciudad de Zaragoza Plata en concurso general 2012 - Torneo Preolímpico de Londres 2012 Oro en concurso general - Grand Prix de Thiais 8º puesto en concurso general 4º puesto en 3 cintas y 2 aros - Prueba de la Copa del Mundo en Pesaro 5º puesto en concurso general 8º puesto en 3 cintas y 2 aros - Torneo Internacional de Benidorm Oro en concurso general - Prueba de la Copa del Mundo en Sofía Bronce en concurso general 4º puesto en 5 pelotas Oro en 3 cintas y 2 aros - Campeonato de Europa de Nizhni Nóvgorod 5º puesto en concurso general 5º puesto en 5 pelotas 7º puesto en 3 cintas y 2 aros - Prueba de la Copa del Mundo en Minsk Bronce en concurso general 4º puesto en 5 pelotas 4º puesto en 3 cintas y 2 aros - Juegos Olímpicos de Londres 2012 5º puesto en calificación 4º puesto en final y diploma olímpico 2013 - Grand Prix de Thiais Bronce en concurso general Plata en 10 mazas 4º puesto en 3 pelotas y 2 cintas |

## Premios, reconocimientos y distinciones
- Premio a la Deportista Local en la IX Gala del Deporte de Móstoles (2006)[17]
- Premio a la deportista femenina más destacada en la Gala del Deporte de Villaviciosa de Odón 2010 (2010)[18][19]
- Premio Pasaporte Olímpico 2011 de los lectores a los deportistas más destacados (2012)[20]
- Mención Especial (junto al resto del conjunto 4º en los Juegos Olímpicos) en la Gala Anual de Gimnasia de la Federación Cántabra de Gimnasia (2013)[21]
- Entrega de una medalla y un diploma por el Ayuntamiento de Móstoles (2014)

## Galería

### Final de conjuntos en los Juegos Olímpicos de Londres 2012

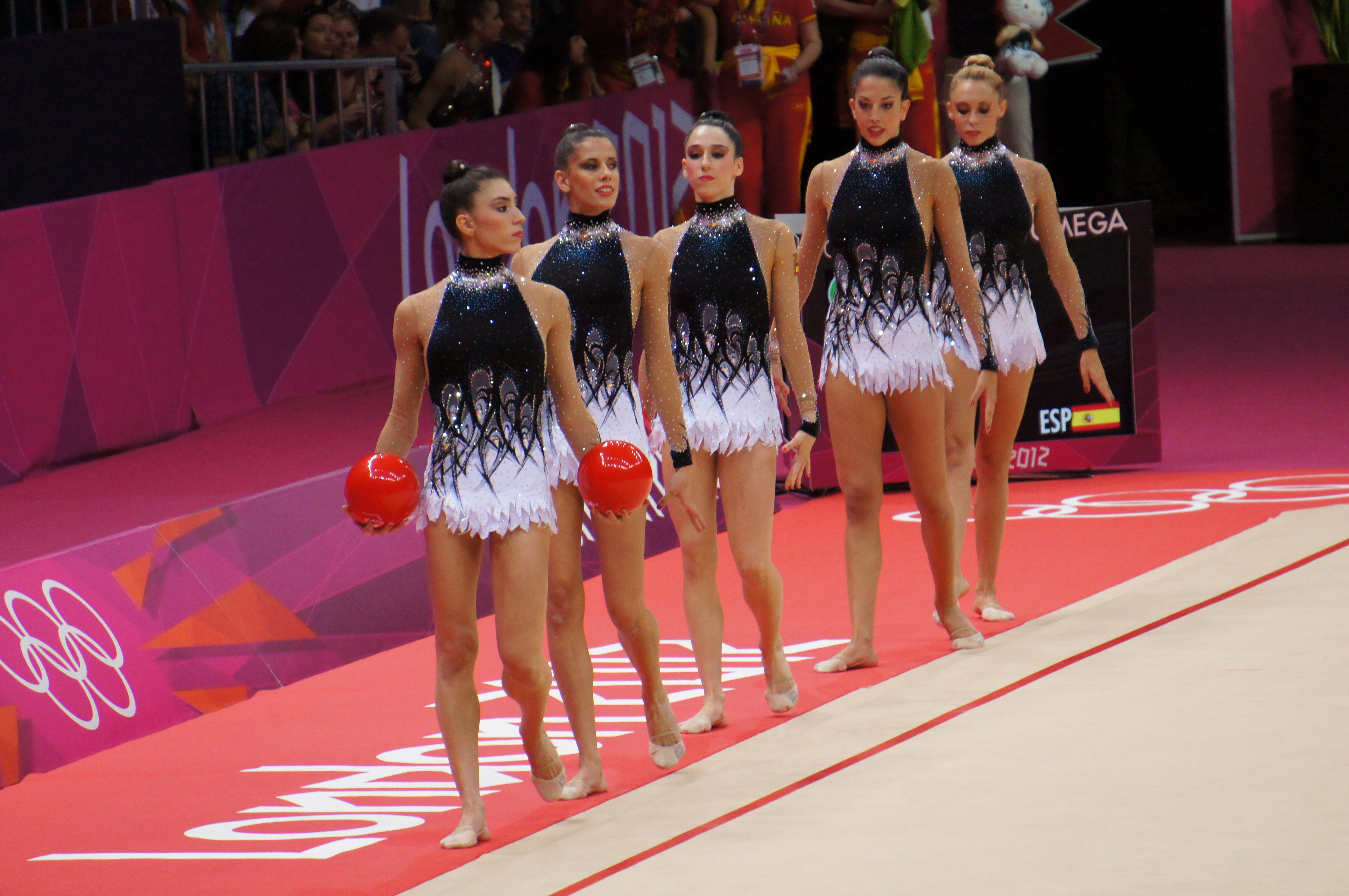
De izquierda a derecha, Sandra, Lourdes, Loreto, Alejandra y Lidia.
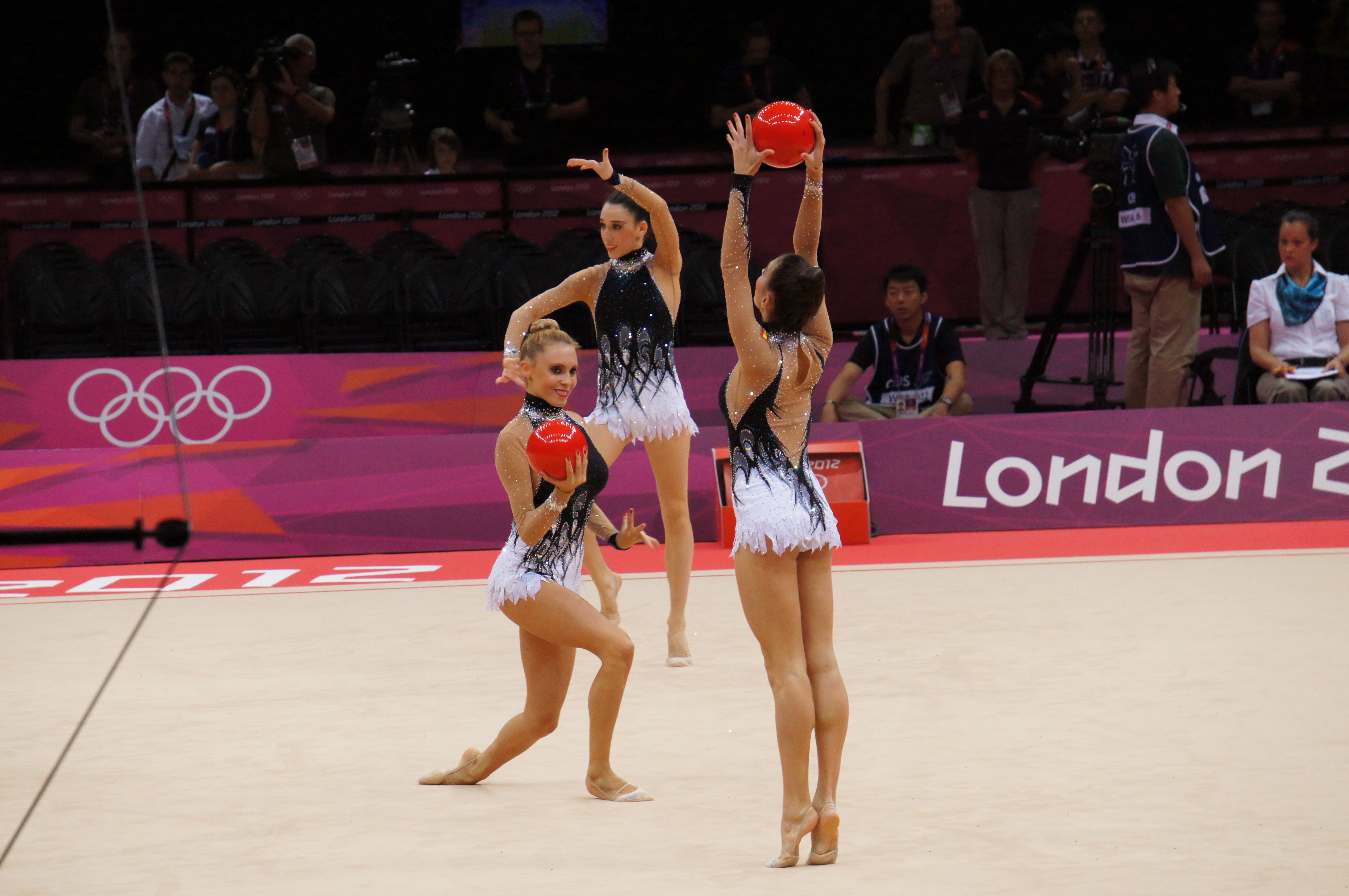
Un momento del ejercicio de 5 pelotas. Alejandra, de espaldas, seguida por Lidia y Loreto, al fondo.
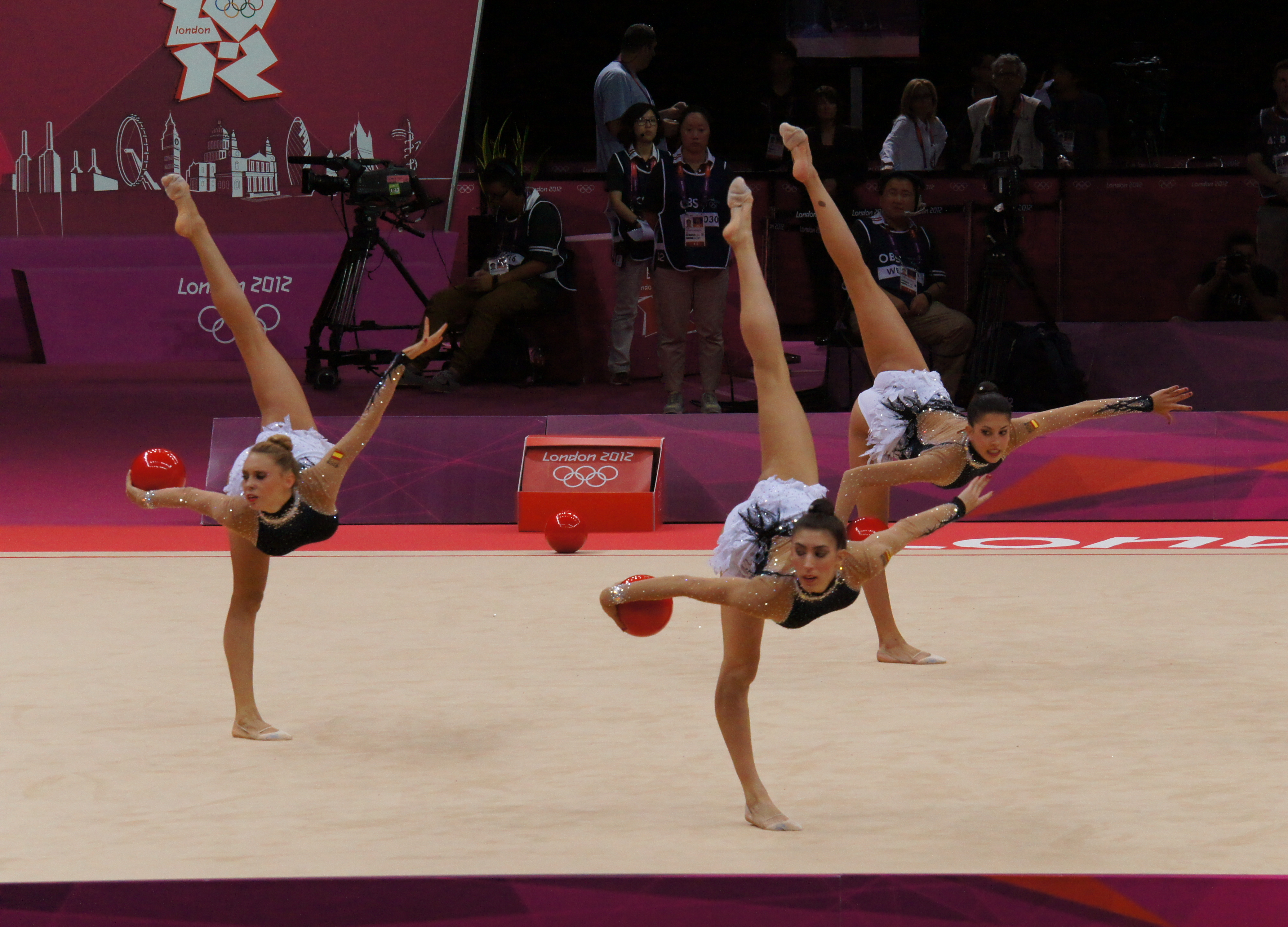
De izquierda a derecha, Lidia, Sandra y Alejandra, realizando un giro penché (o en plancha frontal).
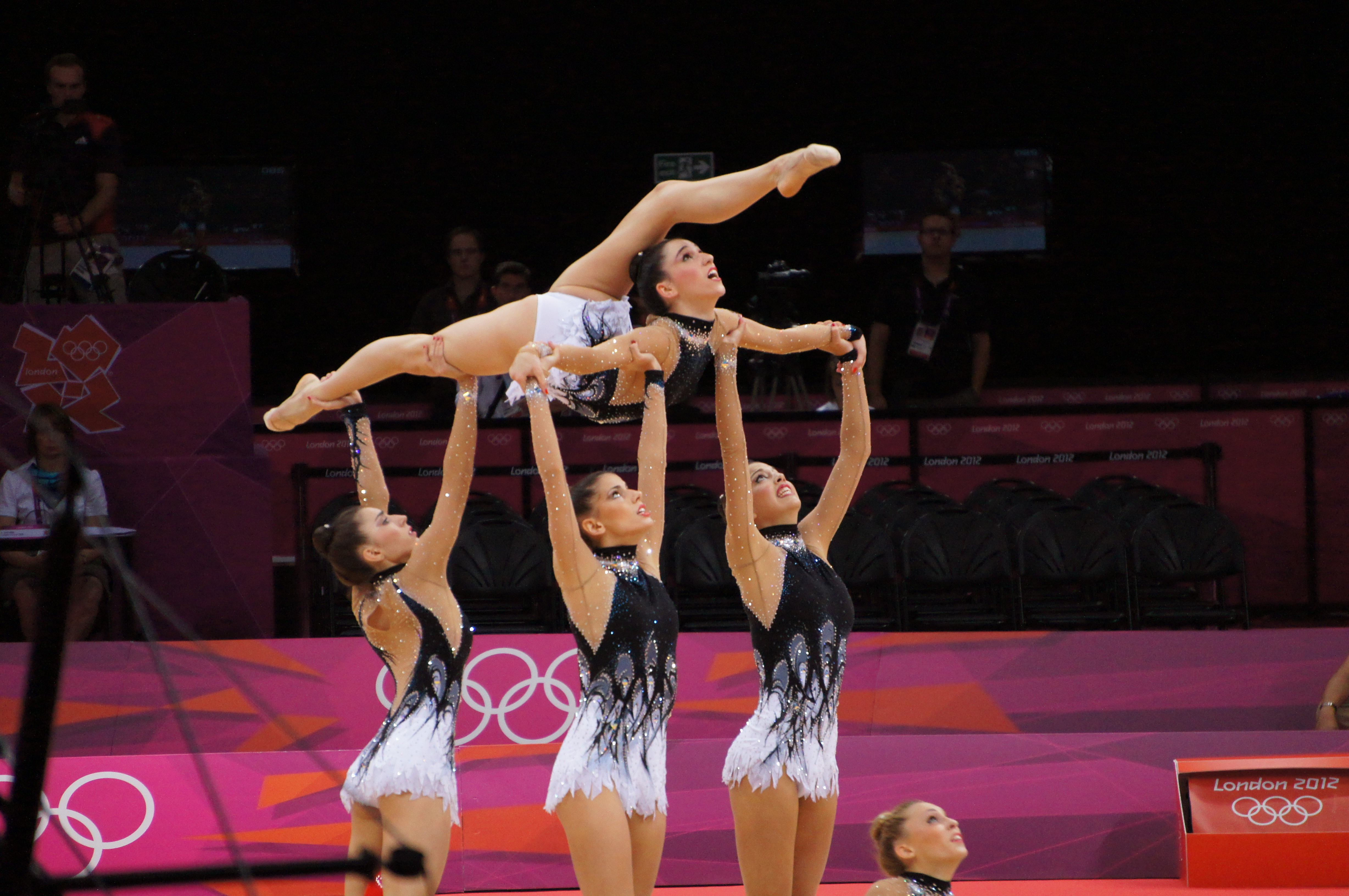
Sandra, Lourdes y Alejandra, sosteniendo a Loreto en otro momento del ejercicio de 5 pelotas.
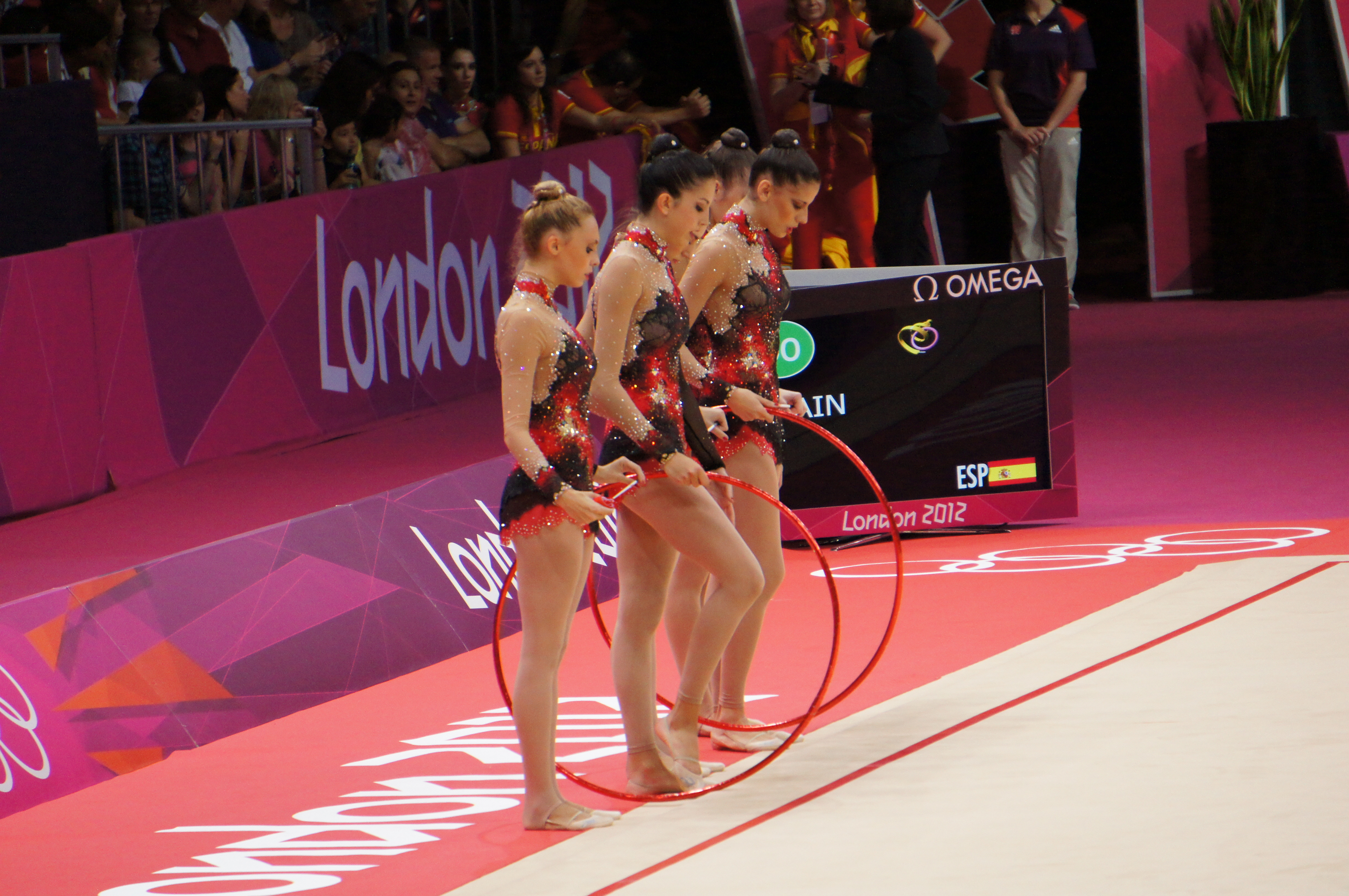
Las componentes del equipo antes de realizar el ejercicio de 3 cintas y 2 aros. En este montaje saldría Elena López en lugar de Loreto.
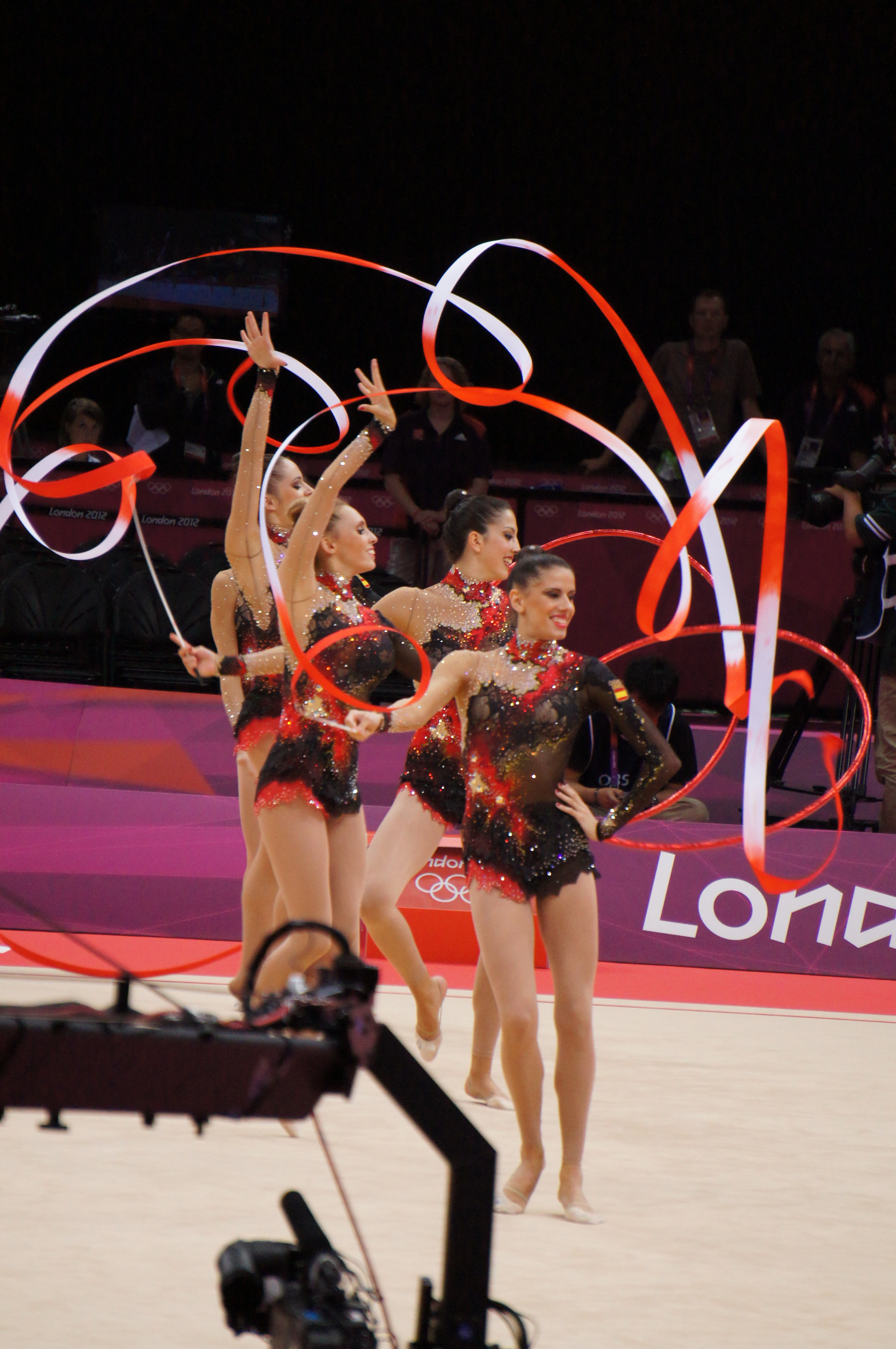
El conjunto durante el ejercicio mixto.
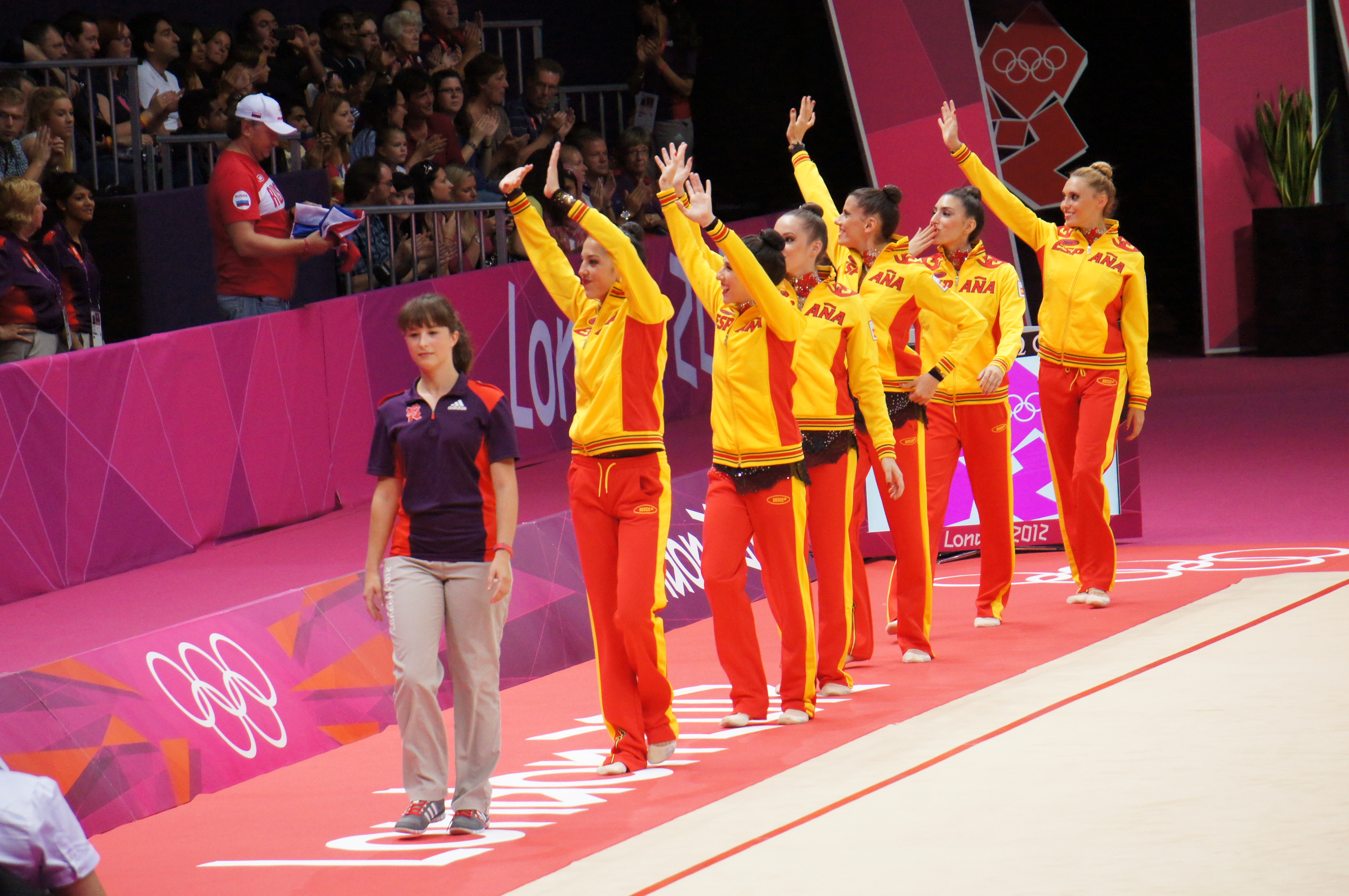
El equipo español saludando al público tras finalizar la competición.

## Filmografía

### Programas de televisión
| Programas de televisión | Programas de televisión | Programas de televisión | Programas de televisión |
| Año                     | Título                  | Cadena                  | Notas                   |
| ----------------------- | ----------------------- | ----------------------- | ----------------------- |
| 2004                    | Escuela del deporte     | La 2 de TVE             | Aparición en reportaje  |
| 2010                    | Objetivo 2012           | Teledeporte             | Aparición en reportaje  |
| 2011                    | Objetivo 2012           | Teledeporte             | Aparición en reportaje  |
| 2012                    | Objetivo 2012           | Teledeporte             | Aparición en reportaje  |
| 2012                    | Comando actualidad      | La 1 de TVE             | Aparición en reportaje  |

### Publicidad
- Spots de Navidad para Dvillena, entonces patrocinador de la RFEG (2012 y 2013).[22]
- Vídeo promocional de la RFEG titulado «El sueño de volar» (imágenes de archivo), dirigido por Carlos Agulló (2015).[23]